# 旧羅漢山
旧羅漢山（きゅうらかんざん）は、広島県山県郡安芸太田町と島根県益田市との境にある標高1,334mの山である。西中国山地国定公園に属している。匹見羅漢とも呼ばれている。

## 概要
西中国山地の最高峰である恐羅漢山の南南西に位置し、恐羅漢山と双耳峰をなしている。稜線は南北にのびており縦走できる。山頂には巨岩が立ち、山頂西側の岩場からは西側に展望が開け、寂地山、安蔵寺山および益田方面の日本海まで望まれる。

## 交通
恐羅漢山から稜線を伝うのが一般的。